# Pesach
Pesach (Hebreeuws: פסח – afgeleid van 'sloeg over': Pasach) is een van de belangrijkste feesten in het jodendom. Met Pesach wordt het einde van de Joodse slavernij in Egypte herdacht en de uittocht uit Egypte (zoals beschreven in het Bijbelboek Exodus) en daarmee de bevrijding van het Joodse volk van de slavernij. Deze gebeurtenissen staan centraal in het joodse ethos. Het centrale evenement in het feest is de seder, een feestelijke maaltijd die thuis gegeten wordt.

## Indeling van de feestperiode
Pesach duurt zeven of acht dagen en begint op de avond van de 14e dag van de maand nisan. In Israël wordt het feest 7 dagen gevierd, daar buiten over het algemeen 8 dagen. Nisan is de eerste maand van het joodse jaar. Elk jaar begint nisan met nieuwe maan. Pesach begint 14 dagen later, dus ongeveer op de dag dat het volle maan is. Deze dag kan in maart of april vallen. De joodse kalender is een maankalender, die schrikkelmaanden kent om te zorgen dat de kalender in de pas blijft lopen met de zonnekalender. De joodse kalender is met de schrikkelmaanden zo aangepast dat Pesach altijd in de lente valt in Israël en wel zo dat 1 nisan valt in de periode van 8 dagen vóór het lentepunt tot 22 dagen na het lentepunt. Zodoende begint Pesach rond de eerste of tweede volle maan na de lente-equinox, het begin van de lente. Pesach eindigt in Israël op de 21e nisan en daarbuiten op de 22e nisan.
Het Pesachfeest is gebaseerd op de tekst uit Exodus 12:15-20. In de Statenvertaling luidt deze tekst als volgt:
15 Zeven dagen zult gij lieden ongezuurde broden eten; maar aan den eersten dag zult gij het zuurdeeg wegdoen uit uw huizen; want wie het gedesemde eet, van den eersten dag af tot op den zevenden dag, diezelve ziel zal uitgeroeid worden uit Israël.
16 En op den eersten dag zal er een heilige verzameling zijn; ook zult gij een heilige verzameling hebben op den zevenden dag; er zal geen werk op denzelven gedaan worden; maar wat van iedere ziel gegeten zal worden, datzelve alleen mag van ulieden toegemaakt worden.
17 Zo onderhoudt dan de ongezuurde broden, dewijl Ik even aan denzelfden dag ulieder heiren uit Egypteland geleid zal hebben; daarom zult gij dezen dag houden, onder uw geslachten, tot een eeuwige inzetting.
18 In de eerste maand, aan den veertienden dag der maand, in den avond, zult gij ongezuurde broden eten, tot den een en twintigsten dag der maand, in den avond.
19 Dat er zeven dagen lang geen zuurdesem in uw huizen gevonden worde, want al wie het gedesemde eten zal, dezelve ziel zal uit de vergadering van Israël uitgeroeid worden, hij zij een vreemdeling of een ingeborene des lands.
20 Gij zult niets eten, dat gedesemd is; in al uw woningen zult gij ongezuurde broden eten.

## Gebruiken

### Schoonmaak

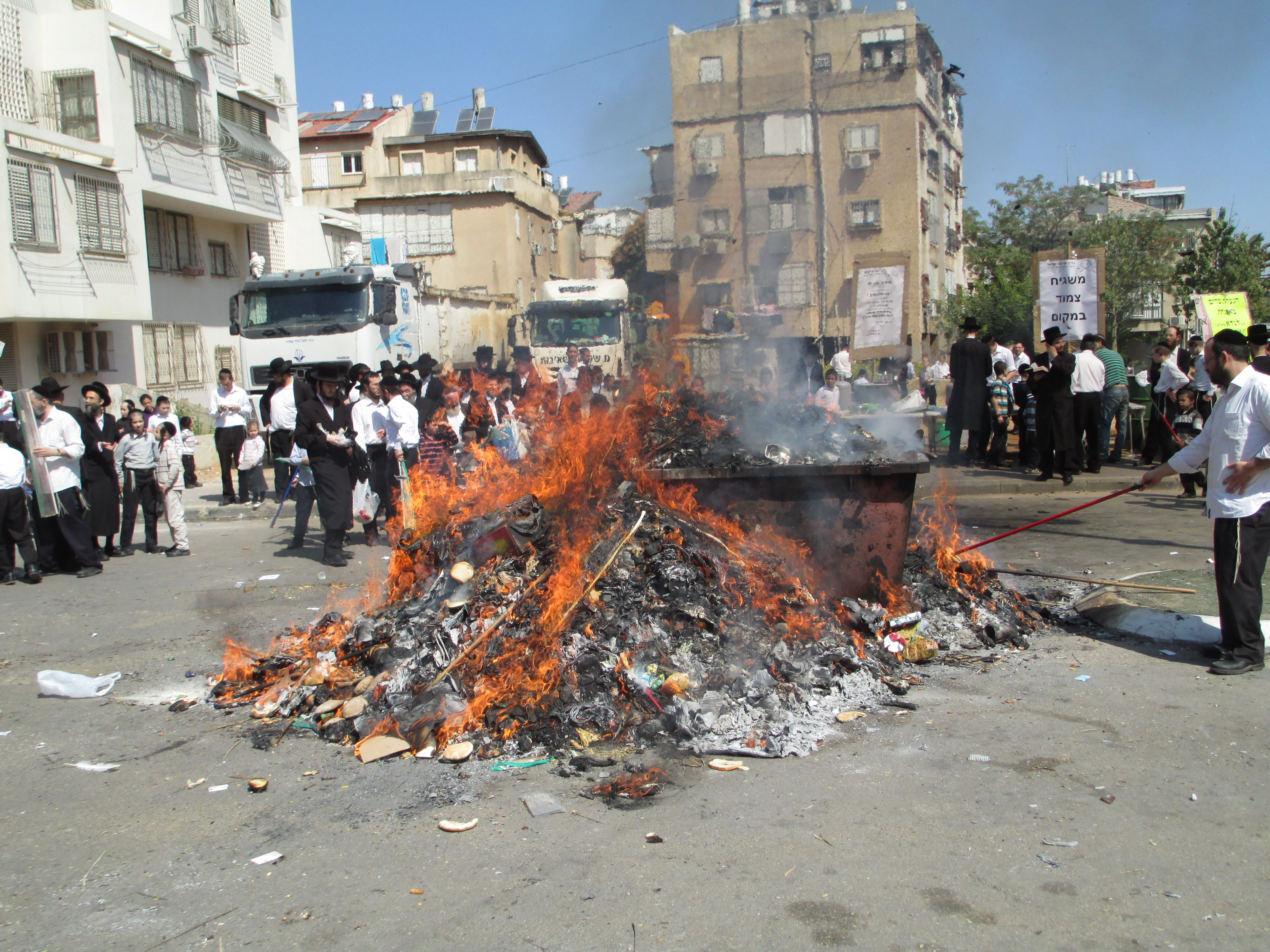
Verbranden van Chametz in Bnei Brak

In de dagen in de aanloop naar de avond voordat Pesach begint, op 13-14 nisan, vindt een grote schoonmaak plaats op grond van Exodus 12:15 en wordt in elk geval door traditionele Joden het gehele huis gereinigd van alle mogelijke resten van gerezen brood en gist. Dit alles wordt chameets genoemd. Het huis wordt in stilte met een kaars doorzocht om de laatste resten te vinden. Daarbij wordt een broge gezegd. Er moeten ten minste 10 stukjes chameets gevonden worden, die van tevoren zijn verstopt. Met kinderen wordt er een spel van gemaakt, de kinderen verstoppen de laatste stukjes brood of gist, en de ouders moeten zoeken, terwijl de kinderen "warm" en "koud" roepen als de ouders dichterbij of verderaf zoeken. De gevonden stukjes worden traditioneel in een zak gestopt met een veer. De volgende ochtend wordt al het gevonden gist en brood in de zak ritueel verbrand.
Als er in het huis chameets is dat het gezin wil bewaren omdat het zonde is om het te verbranden, kan het tijdelijk verkocht worden.
Ook wordt het servies gekasjerd, ritueel gereinigd -  uitgekookt - of gebrand en vaak worden er zelfs aparte serviezen gebruikt voor de periode van Pesach, in traditionele Joodse gezinnen zelfs twee, een voor vleesgerechten, een voor melkgerechten, volgens de spijswetten.
Met dit ritueel wordt een breuk gemaakt met het verleden. Zolang er chameets in huis is, is Egypte, en daarmee de slavernij van het Joodse volk, nog in het hart.

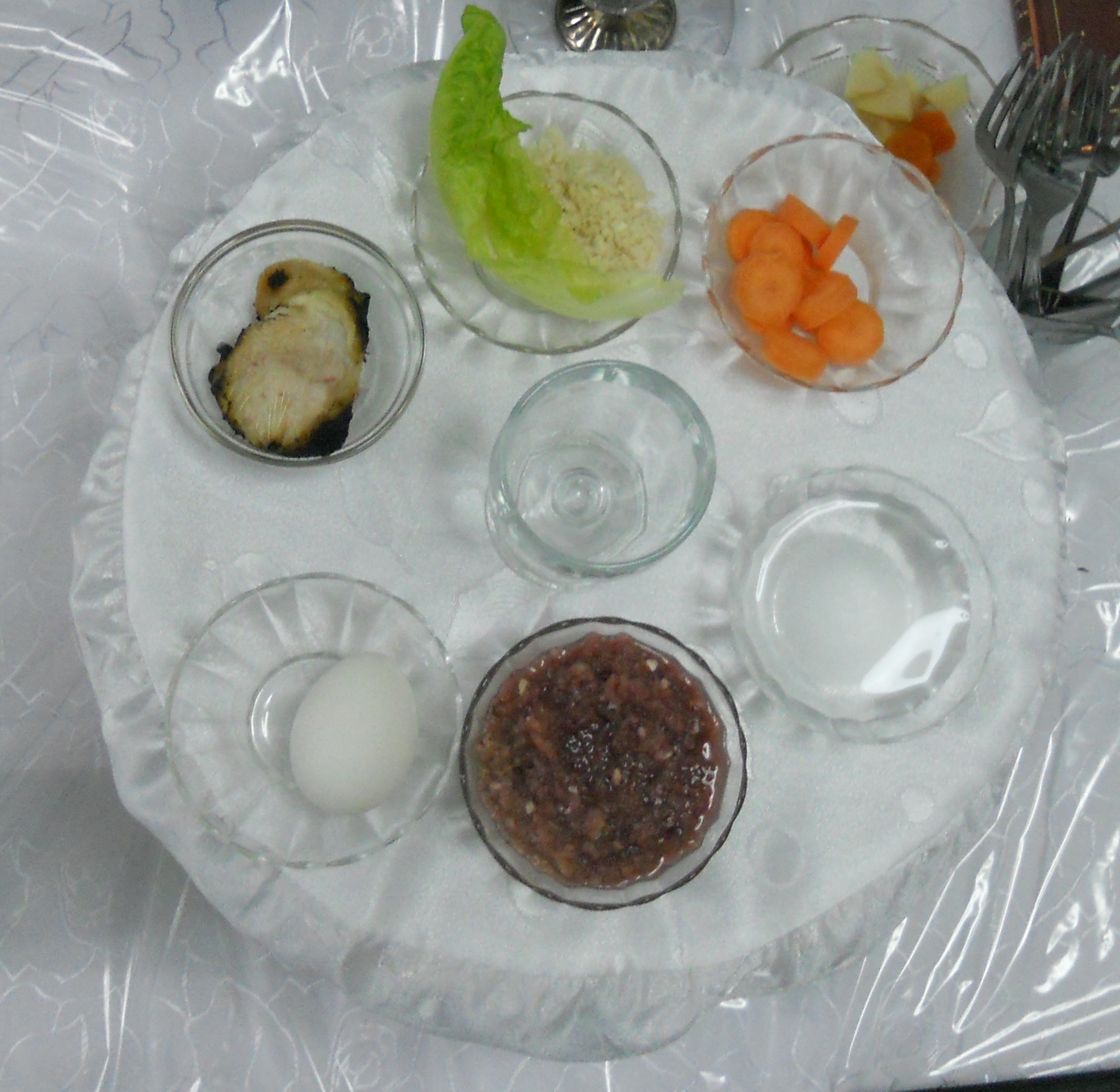
Een seiderschotel

### Sederavond
Het feest vangt aan met één sederavond in Israël en twee erbuiten. De seder is een uitgebreide maaltijd, waarbij de familie ontspannen op hun stoelen zit. Tijdens de maaltijd wordt over de uittocht uit Egypte verteld, aan de hand van een boekje, de haggada. Elk van de aanwezigen heeft een haggada. Een aantal symbolische gerechten ligt op een speciale seiderschotel. Ook staat er een bord met drie matses op tafel, bedekt door een doek.
Op tafel staat traditioneel een extra glas wijn voor de profeet Elia.
De avond verloopt volgens een orde (seder betekent letterlijk orde) die uit 15 stappen bestaat. Bij de 11e stap wordt pas een volledige maaltijd gegeten. 
Op sederavond worden door de aanwezigen, met name door de kinderen, teksten gelezen uit de haggada, er worden liederen gezongen, de vier vragen worden gesteld, die te maken hebben met de centrale vraag waarom deze avond zo anders is dan alle andere avonden. (waarom eten wij anders dan alle avonden matse; waarom eten we anders dan alle andere avonden bittere kruiden; waarom dopen we onze groenten tweemaal in, terwijl we dat anders nooit doen; waarom zitten wij anders dan alle andere avonden niet rechtop). Ook worden er vier bekers wijn (of druivensap) gedronken en een maaltijd (de sedermaaltijd) wordt genuttigd volgens een vrij vast patroon. De gehele avond is bedoeld om - op grond van een voorschrift uit de Thora - de Pesachtraditie door te geven aan de jongeren, zij moeten nieuwsgierig gemaakt worden naar de betekenis van de symbolen op de seiderschotel, zoals het botje, het bittere kruid, de matses, het hardgekookte ei, zout water, peterselie etc.
De avond eindigt traditioneel met de wens "Volgend jaar in Jeruzalem". Daarmee drukken Joden in de diaspora de wens uit terug te keren naar het land van oorsprong.

### Pesachweek
Gedurende de hele Pesachweek, die bij sommige Joden en in Israël zeven dagen duurt en bij anderen acht, mag men volgens de religieuze voorschriften geen gerezen voedsel eten. In plaats van regulier brood eet men matses oftewel 'ongerezen' broden. De verplichting (mitsva - מצווה) matses te eten geldt alleen voor de sederavond. Tijdens de rest van de week is het eten van matses niet verplicht, maar is het eten van gerezen brood niet toegestaan.

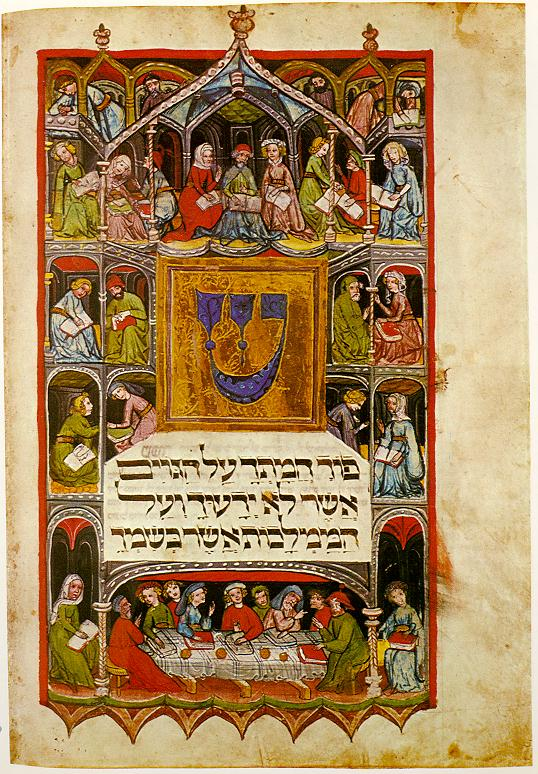
Haggada uit de 14e eeuw, Duitsland

### Matses

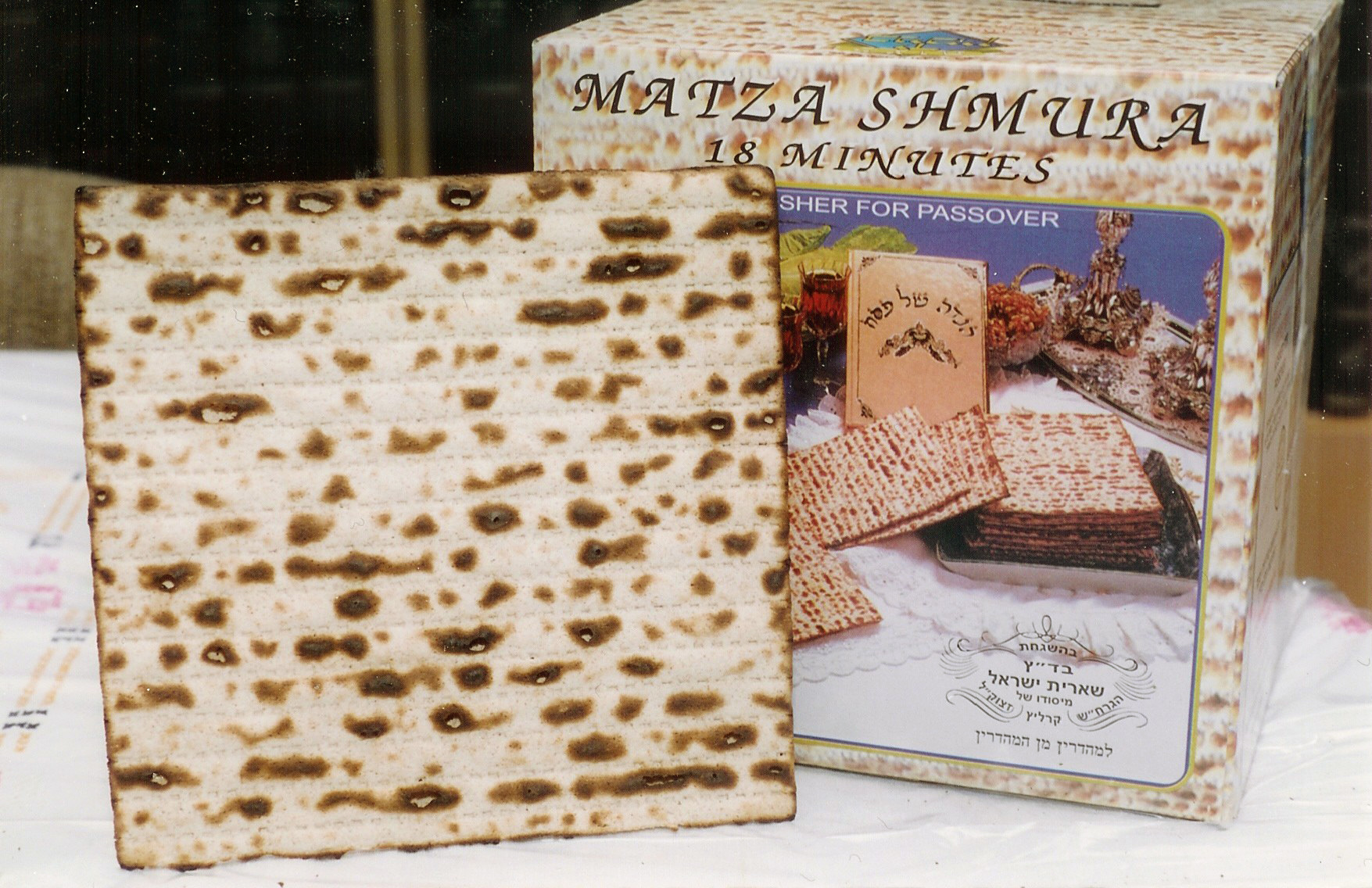
Vierkante matse. Matses kunnen ook rond zijn

Gedurende de gehele Pesachperiode wordt volgens de voorschriften geen gist gegeten, het chameets. Daarmee wordt herdacht dat de Israëlieten tijdens hun vertrek uit Egypte geen gerezen brood konden bakken vanwege de grote haast. In plaats daarvan bakten zij brood zonder het te laten rijzen. Tijdens Pesach mogen ook geen andere met gist gerezen producten worden gegeten. Het verbod slaat op alle andere soorten brood en op alle andere deegwaren, voor Asjkenazische joden inclusief rijst en peulvruchten. Omdat ongerezen brood niet erg lekker is, heeft men een alternatief bedacht. Er worden, onder rabbinaal toezicht, grote dunne crackers gemaakt, de matses. Ze worden vaak gegeten met boter en bruine suiker, geraspte kaas of zachtgekookt ei.

### Pesach en Massot
Het paaslam van de familie of gemeenschap werd op de 14e nisan (voorbereidingsdag) na het middaguur in de tempel geslacht, daarna meegenomen naar het onderkomen, gebraden en bij de maaltijd op 15 nisan na 19.00 uur genuttigd. Er werd wijn gedronken, ongezuurd brood en kruidensla gegeten en een loflied gezongen, het hallel.

### Moderne invulling
Tegenwoordig symboliseert de exodus (uittocht) van slavernij naar vrijheid het algemene verlangen van Joden om als vrije mensen te kunnen leven. Daarnaast is in het feest het samenzijn met de familie erg belangrijk. Volgens een Joods voorschrift nodigt men daarbij anderen uit, die geen verwanten hebben.

## Oudtestamentische achtergrond

### Mozes
Volgens de Thora en het Bijbelboek Exodus leefden de Israëlieten in Egypte en werden ze daar als slaven behandeld. Mozes werd hun leider. Hij vroeg de toenmalige farao om toestemming om terug te keren naar het Land van Israël. De farao weigerde de Joden te laten gaan omdat God zijn hart had verzwaard om Egypte te kunnen straffen met "wonderen", tien plagen zodat Egypte zou weten dat hij de Heer is Exodus 7:3-5. Pas na de tien door God gezonden plagen mocht het Joodse volk vertrekken. De tiende plaag was het ergste, alle eerstgeborenen van de Egyptenaren werden door God gedood. De eerstgeborenen van de Joden werden overgeslagen, deze bleven leven, vandaar de naam Pesach, dat overslaan betekent. God kon zien welke huizen hij moest overslaan omdat de Joden lamsbloed op de deurpost hadden gesmeerd. Mozes bevrijdde het volk toen in opdracht van God na op de dag af 430 jaar in Egypte van de slavernij, in de maand Aviv. Vervolgens wordt de doortocht door de Schelfzee) beschreven en 40 jaar omzwervingen door de Sinaïwoestijn voordat het beloofde land Kanaän in bezit genomen mocht worden.

### De uittocht
De avond voor de uittocht werd de Pesachtraditie ingesteld, gesteund door voorschriften die Mozes had gekregen (hoofdstuk 12): men moest met een bosje hysop bloed van een 'vlekkeloos' geslacht lam smeren op beide deurposten en de bovendorpel; men moest staande en met reiskleren aan een maaltijd nuttigen van ongezuurd brood, en het gebraden vlees van het offerdier. Slaven mochten wel mee-eten, maar alleen als ze besneden waren. Dat gold ook voor vreemdelingen, bijwoners en dagloners. Het Pesach moest thuis, en famille, gevierd worden en geen stukje vlees mocht naar buiten gebracht worden. Er mocht geen been van het dier gebroken worden. Heel Israël moest dit vieren.
De broodkoeken waren ongezuurd omdat het volk haastig moest vertrekken, zonder te kunnen wachten tot het deeg gerezen en volgens gewoonte bereid was (Ex.12:39). Het moest 's avonds of 's nachts worden gegeten omdat het "een nacht van waken ter ere van de Here" (Ex.12:42) zou zijn, omdat Hij hen die nacht Egypte had uitgeleid. Later werd het vroegste tijdstip van de paasmaaltijd officieel vastgesteld op 19.00 uur. Het hele feest duurde vanaf die tijd zeven dagen.

## Pelgrimsfeest
Pesach is oorspronkelijk een pelgrimsfeest. Toen de tempel in Jeruzalem nog bestond, trokken alle Joden naar Jeruzalem om er offers te brengen.

### Herstel
Tijdens de regeringsperiode van koning Salomo ging het bergafwaarts met het houden van de voorschriften en feesten. In 621 v.Chr. herstelde koning Josia de tempeldienst en ook het Pesach. Opnieuw werden de Mozaïsche voorschriften voor het feest ingevoerd: bloed aan de deurpost en bovendorpel, reiskleren aan; het slachten van een paaslam 'tussen de avonden', (dat wil zeggen bij volle maan tussen de aanvang en volledige zonsondergang) het eten van gebraden vlees met soms de ingewanden naast de kop gelegd, ongezuurd brood en bittere kruiden, met charoset, een soort bruine vruchtenmoes. Wijn kwam er pas later bij. Tot aan de Babylonische ballingschap (ca. 592 v.Chr.) functioneerde het feest met wisselend succes.
Na de ballingschap werd Pesach opnieuw een pelgrimsfeest. Men kwam van overal voor een week naar Jeruzalem, waar de in 515 voor Chr. voltooide tweede tempel weer een prominente rol vervulde. Begrijpelijkerwijs stond de viering de eerste tijd in het teken van de terugkeer uit Babylonië, maar geleidelijk aan kwam het accent weer op de Exodus te liggen.

## Pesach en het christendom
Christenen noemen Pesach vaak 'pascha'. Pascha is het Aramese woord voor Pesach. Opvallend is dat men in de Oosters-orthodoxe Kerk het woord Pascha met het Griekse pascho (dat "lijden" betekent) verbond. Daarmee gaf men een christelijke betekenis aan Pasen. Vreemd genoeg is 'pascha' juist de Hebreeuwse naam voor het christelijke paasfeest. Het christelijke Pasen is geïnspireerd op het joodse Pesach en het vroegere lentefeest, hoewel met een nieuwe betekenis rond de kruisiging en wederopstanding van Jezus.
Aangezien Jezus en zijn volgelingen zelf Pesach vierden, is er eind 20e eeuw en begin 21e eeuw een gebruik onder sommige groepen christenen ontstaan — oorspronkelijk in Duitsland — om jaarlijks de sederavond te vieren met als doel zo 'dichter bij Jezus te staan'. Ook discussiëren sommige christenen of dit nieuwe gebruik wel authentiek en gewenst is. Het jodendom zelf stelt dat de Pesachregels alleen van toepassing zijn op mensen die joods zijn; het jodendom hekelt het gebruik van religieuze regels buiten de aanhangers van de eigen religie.

## Data volgens de gregoriaanse kalender
Aangezien een dag volgens de Joodse kalender begint met zonsondergang, begint Pesach eigenlijk steeds op de avond voor de gegeven data.
- zo 13 apr 2025

- do 2 apr 2026

- do 22 apr 2027

- di 11 apr 2028

- za 31 mrt 2029